# 41
Glej tudi: število 41
41 (XLI) je bilo navadno leto, ki se je po julijanskem koledarju začelo na nedeljo.

## Dogodki
- 1. januar

## Smrti
- 24. januar - Kaligula, rimski cesar (* 12)